# Коммутационный шнур

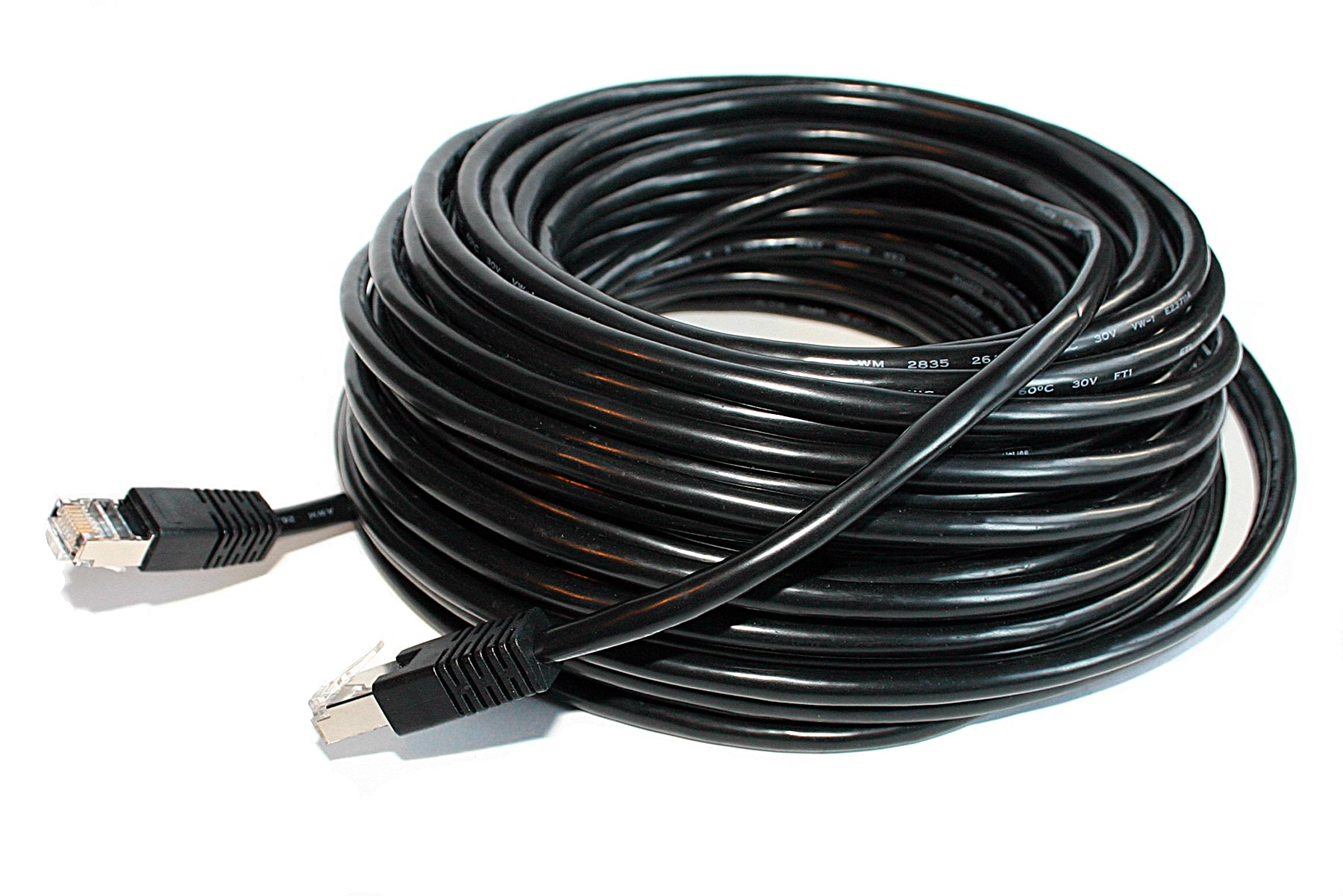
Коммутационный кабель 20 м

Коммутационный шнур, коммутационный кабель, сленг патч-корд (от англ. patching cord «соединительный шнур») — одна из составных частей структурированной кабельной системы. Представляет собой электрический или оптоволоконный кабель для подключения одного электрического устройства к другому или к пассивному оборудованию передачи сигнала. Может быть любых типов, но не размеров, по стандарту ANSI EIA TIA 568B.1 не должен превышать 5 м длины, за исключением расширения TSB-75 для открытых офисов (согласно TSB-75 допускается большей длины). На обоих концах кабеля обязательно присутствуют соответствующие соединяемым устройствам коннекторы.
Кроссовер (англ. cross-over, MDI-X) — разновидность патч-корда витой пары, используемого в компьютерных сетях. Особенностью является перекрёстное (кроссовое) соединение концов кабеля с разъёмами — выполняется условие внешнего кроссирования сигналов приёма и передачи. Применяется для соединения однотипных сетевых устройств: ПК-ПК, свитч-свитч и т. п. Следует заметить, что многие современные устройства автоматически определяют тип патч-корда (прямой или кроссовый) и могут совместно работать на любом из типов кабеля.
Примеры использования: подключение компьютера к сетевому концентратору, двух коммутационных панелей друг к другу, или музыкального инструмента с приставками, расширяющими функциональность устройства.
Главное отличие коммутационного шнура от кабеля внутренней прокладки — использование многожильного провода вместо цельного. Это снижает передаточные характеристики кабеля, но повышает гибкость и уменьшает минимальный радиус безопасного изгиба шнура.
Пигте́йл (англ. pig tail, буквально «поросячий хвостик»), или  оптическая вилка,  представляет собой отрезок кабеля, оконцованный с одной стороны разъёмом определённого типа. Соединение оптического пигтейла с волокном кабеля осуществляется с помощью сварки или механических неразъёмных соединений.
Примечательно, что ГОСТ Р 54417—2011 вместо термина «пигтейл» рекомендует использовать термин «оптическая вилка», означающий «разъёмный оптический соединитель, состоящий из корпуса оптической вилки и вмонтированного в него отрезка оптического кабеля». 